# Radu Voina
Radu Voina (Șaeș, 29 de julho de 1950 - 1996) é um ex-handebolista profissional e treinador, trés vezes medalhista olímpico.

## Títulos
- Campeonato Mundial de Handebol:[desambiguação necessária]
  - Campeão: 1974

- Jogos Olímpicos:
  - Prata: 1976
  - Bronze: 1972, 1980